# Derivação de algumas transformadas de Hilbert
Apresenta-se aqui a derivação das transformadas de Hilbert listadas na Tabela 1 do verbete principal. Essas derivações ilustram técnicas diversas para efetuar a transformação.

## Constante

### A partir da definição
Neste caso, parte-se da expressão (2) de definição da transformada e calcula-se diretamente:

{\displaystyle f(x)\;=\;k\;\;\;\implies {\hat {u}}(x)\;=\;{\frac {1}{\pi }}\;\lim _{\epsilon \to 0}\left(\int _{x-{\frac {1}{\epsilon }}}^{x-\epsilon }{\frac {k}{u\;-\;x}}\;du\;+\;\int _{x+\epsilon }^{x+{\frac {1}{\epsilon }}}{\frac {k}{u\;-\;x}}\;du\right)}

{\displaystyle {\hat {u}}(x)\;=\;{\frac {k}{\pi }}\cdot \lim _{\epsilon \to 0}\left[\left.\ln |u\;-\;x|\right|_{x-{\frac {1}{\epsilon }}}^{x-\epsilon }\;+\;\left.\ln |u\;-\;x|\right|_{x+\epsilon }^{x+{\frac {1}{\epsilon }}}\right]}

{\displaystyle {\hat {u}}(x)\;=\;{\frac {k}{\pi }}\cdot \lim _{\epsilon \to 0}\left[\ln |x\;-\;\epsilon \;-\;x|\;-\;\ln |x\;-\;{\frac {1}{\epsilon }}\;-\;x|\;+\;\ln |x\;+\;{\frac {1}{\epsilon }}\;-\;x|\;-\;\ln |x\;+\;\epsilon \;-\;x|\right]}

{\displaystyle {\hat {u}}(x)\;=\;{\frac {k}{\pi }}\cdot \lim _{\epsilon \to 0}\left[\ln |-\epsilon |\;-\;\ln |-{\frac {1}{\epsilon }}|\;+\;\ln |{\frac {1}{\epsilon }}|\;-\;\ln |\epsilon |\right]\;=\;{\frac {k}{\pi }}\cdot \lim _{\epsilon \to 0}\left[\ln |{\frac {-1}{-1}}|\right)}

{\displaystyle {\hat {u}}(x)\;=\;{\frac {k}{\pi }}\cdot \lim _{\epsilon \to 0}\left[\ln(1)\right]\;=\;0}

### Com troca de variáveis
Neste caso, parte-se da expressão (4) e a tarefa é trivial:

{\displaystyle f(x)\;=\;k\;\;\;\implies {\hat {u}}(x)\;=\;{\frac {1}{\pi }}\;\lim _{\epsilon \to 0}\int _{\epsilon }^{\infty }{\frac {k\;-\;k}{u}}\;du\;=\;0}

## Exponencial complexa

### Expoente ix
Neste caso, parte-se da expressão (4) e calcula-se diretamente:

{\displaystyle f(x)\;=\;e^{ix}\;\;\;\implies {\hat {u}}(x)\;=\;{\frac {1}{\pi }}\;\lim _{\epsilon \to 0}\int _{\epsilon }^{\infty }{\frac {e^{i(x+u)}\;-\;e^{i(x-u)}}{u}}\;du}

{\displaystyle {\hat {u}}(x)\;=\;{\frac {1}{\pi }}\;\lim _{\epsilon \to 0}\int _{\epsilon }^{\infty }{\frac {e^{ix}e^{iu}\;-\;e^{ix}e^{-iu}}{u}}\;du\;=\;{\frac {e^{ix}}{\pi }}\;\lim _{\epsilon \to 0}\int _{\epsilon }^{\infty }{\frac {e^{iu}\;-\;e^{-iu}}{u}}\;du}

{\displaystyle {\hat {u}}(x)\;=\;{\frac {e^{ix}}{\pi }}\;\lim _{\epsilon \to 0}\int _{\epsilon }^{\infty }{\frac {2i\cdot sin(u)}{u}}\;du\;=\;{\frac {2ie^{ix}}{\pi }}\;\lim _{\epsilon \to 0}\int _{\epsilon }^{\infty }{\frac {sin(u)}{u}}\;du}

{\displaystyle {\hat {u}}(x)\;=\;{\frac {2ie^{ix}}{\pi }}\cdot {\frac {\pi }{2}}\;=\;ie^{ix}}
Neste caso, pode-se usar a propriedade da dilatação do eixo, com a = -1:

{\displaystyle f(x)\;=\;e^{-ix}\;\;\;\implies {\hat {u}}(x)\;=\;sgn(-1)\cdot ie^{-1\cdot ix}\;=\;-ie^{-ix}}

## Funções trigonométricas

### Seno
Neste caso, parte-se das transformadas das exponenciais complexas, aplicando-se a propriedade da linearidade:

{\displaystyle f(x)\;=\;sin(x)\;\;\;\implies {\hat {u}}(x)\;=\;{\mathcal {H}}\{{\frac {e^{ix}\;-\;e^{-ix}}{2i}}\}}

{\displaystyle f(x)\;=\;{\frac {1}{2i}}\left({\mathcal {H}}\{e^{ix}\}\;-\;{\mathcal {H}}\{e^{-ix}\}\right)\;=\;{\frac {1}{2i}}\left(ie^{ix}\;+\;ie^{-ix}\right)\;=\;{\frac {1}{2}}\left(e^{ix}\;+\;e^{-ix}\right)\;=\;cos(x)}

### Cosseno
Pode-se derivar da mesma forma:

{\displaystyle f(x)\;=\;cos(x)\;\;\;\implies {\hat {u}}(x)\;=\;{\mathcal {H}}\{{\frac {e^{ix}\;+\;e^{-ix}}{i}}\}}

{\displaystyle f(x)\;=\;{\frac {1}{2}}\left({\mathcal {H}}\{e^{ix}\}\;+\;{\mathcal {H}}\{e^{-ix}\}\right)\;=\;{\frac {1}{2}}\left(ie^{ix}\;-\;ie^{-ix}\right)\;=\;{\frac {i\cdot i}{2\cdot i}}\left(e^{ix}\;-\;e^{-ix}\right)\;=\;-\;sin(x)}

Pode-se também derivar aplicando-se a transformação inversa:

{\displaystyle {\mathcal {H}}\{sin(x)\}\;=\;cos(x)\;\;\;\implies {\mathcal {H}}\{cos(x)\}\;=\;-\;sin(x)}

Também pode-se aplicar a propriedade da comutatividade com a diferenciação:

{\displaystyle {\mathcal {H}}\{cos(x)\}\;=\;{\mathcal {H}}\{{\frac {d}{dx}}\;sin(x)\}=\;{\frac {d}{dx}}{\mathcal {H}}\{sin(x)\}\;=\;{\frac {d}{dx}};cos(x)\;=\;-\;sin(x)}

### cas
A derivação é imediata, a partir da definição e da paridade das funções envolvidas:

{\displaystyle f(x)\;=\;cas(x)\;=\;cos(x)\;+\;sin(x)\;\;\;\implies {\hat {u}}(x)\;=\;{\mathcal {H}}\{cos(x)\;+\;sin(x)\}\;=\;-\;sin(x)\;+\;cos(x)\;=\;sin(-x)\;+\;cos(-x)\;=\;cas(-x)}

## Funções impulsivas

### Impulso unitário
Neste caso, deve-se partir da expressão (1) de definição da transformada e calcular diretamente:

{\displaystyle f(x)\;=\;\delta (x)\;\;\;\implies {\hat {u}}(x)\;=\;{\frac {1}{\pi }}\int _{-\infty }^{\infty }{\frac {\delta (u)}{u\;-\;x}}\;du\;=\;{\frac {1}{\pi }}\int _{-\infty }^{\infty }{\frac {1}{u\;-\;x}}\;\cdot \;\delta (u\;-\;0)\cdot \;du}

Uma das propriedades fundamentais da função impulso unitário é que

{\displaystyle \int _{-\infty }^{\infty }f(x)\cdot \delta (x\;-\;a)\cdot dx\;=\;f(a)}

Assim,

{\displaystyle {\hat {u}}(x)\;=\;{\frac {1}{\pi }}\cdot {\frac {1}{(0\;-\;x)}}\;=\;-\;{\frac {1}{\pi x}}}

### Função recíproca
Pela propriedade da transformada inversa, o resultado acima nos dá diretamente

{\displaystyle f(x)\;=\;{\frac {1}{x}}\;\;\;\implies {\hat {u}}(x)\;=\;\pi \;\delta (x)}

A propriedade do deslocamento do eixo nos dá

{\displaystyle f(x)\;=\;{\frac {1}{x\;+\;a}}\;\;\;\implies {\hat {u}}(x)\;=\;\pi \;\delta (x\;+\;a)}

### Impulsos de ordem superior
As transformadas das funções impulsivas de ordem superior podem ser calculadas a partir da propriedade da comutatividade com a diferenciação:

{\displaystyle f(x)\;=\;\delta ^{n}(x)\;\;\;\implies {\hat {u}}(x)\;=\;{\frac {d^{n\;-\;1}}{dx^{n\;-\;1}}}\left(\;-\;{\frac {1}{\pi x}}\right)\;\;\;|\;n\;>\;1}

## Funções racionais

### Denominador quadrático x2+ 1
Nesse caso, pode-se aplicar a técnica das frações parciais:

{\displaystyle f(x)\;=\;{\frac {1}{x^{2}\;+\;1}}\;\;\;\implies {\hat {u}}(x)\;=\;{\mathcal {H}}\left({\frac {1}{x^{2}\;+\;1}}\right)\;=\;{\mathcal {H}}\left[{\frac {1}{2}}\left({\frac {1}{1\;+\;ix}}\;+\;{\frac {1}{1\;-\;ix}}\right)\right]}

Podemos escrever

{\displaystyle {\hat {u}}(x)\;=\;{\frac {1}{2}}\left[{\hat {u}}_{1}(x)\;+\;{\hat {u}}_{2}(x)\right]\;\;\;\;\;|\;f_{1}(x)\;=\;{\frac {1}{1\;+\;ix}}\;\;\;f_{2}(x)\;=\;{\frac {1}{1\;-\;ix}}}

Usando a relação com a transformada de Fourier:

{\displaystyle G_{1}(\omega )\;=\;2\pi e^{\omega }\cdot u_{1}(-\omega )\;\;\;\;\;\implies {\hat {G}}_{1}(\omega )\;=\;i\cdot sgn(\omega )\cdot G_{1}(\omega )\;=\;i\cdot sgn(\omega )\cdot 2\pi e^{\omega }\cdot u_{1}(-\omega )\;=\;-\;i\cdot 2\pi e^{\omega }\cdot u_{1}(-\omega )}

{\displaystyle u_{1}(x)\;=\;{\mathcal {F}}^{-1}\{{\hat {G}}_{1}(\omega )\}\;=\;{\mathcal {F}}^{-1}\{-\;i\cdot 2\pi e^{\omega }\cdot u_{1}(-\omega )\}\;=\;-\;i\cdot {\mathcal {F}}^{-1}\{2\pi e^{\omega }\cdot u_{1}(-\omega )\}\;=\;-\;i\cdot {\frac {1}{1\;+\;ix}}}

De forma similar, teremos

{\displaystyle G_{2}(\omega )\;=\;2\pi e^{-\omega }\cdot u_{1}(\omega )\;\;\;\;\;\implies {\hat {G}}_{1}(\omega )\;=\;i\cdot sgn(\omega )\cdot 2\pi e^{-\omega }\cdot u_{1}(\omega )\;=\;i\cdot 2\pi e^{-\omega }\cdot u_{1}(\omega )}

{\displaystyle u_{2}(x)\;=\;{\mathcal {F}}^{-1}\{{\hat {G}}_{2}(\omega )\}\;=\;i\cdot {\frac {1}{1\;-\;ix}}}

Assim,

{\displaystyle u(x)\;=\;{\frac {1}{2}}\left[u_{1}(x)\;+\;u_{2}(x)\right]\;=\;{\frac {1}{2}}\left[-\;i\cdot {\frac {1}{1\;+\;ix}}\;+\;i\cdot {\frac {1}{1\;-\;ix}}\right]\;=\;-\;{\frac {x}{x^{2}\;+\;1}}}

Esse resultado também nos permite escrever

{\displaystyle f(x)\;=\;{\frac {x}{x^{2}\;+\;1}}\;\;\;\implies {\hat {u}}(x)\;=\;{\frac {1}{x^{2}\;+\;1}}}

### Denominador quadrático (x2+ 1)2
Usando também aqui a relação com a transformada de Fourier, seja

{\displaystyle f(x)\;=\;xe^{-x}u_{(}x)}

A transformada de Fourier será

{\displaystyle F_{(}\omega )\;=\;{\frac {1\;-\;\omega ^{2}}{(1\;+\;\omega ^{2})^{2}}}\;-\;i{\frac {2\omega }{(1\;+\;\omega ^{2})^{2}}}}

O que nos permite escrever

{\displaystyle {\mathcal {H}}\left\{{\frac {1\;-\;x^{2}}{(1\;+\;x^{2})^{2}}}\right\}\;=\;\;-\;{\frac {2x}{(1\;+\;\omega ^{2})^{2}}}}

## Sinais importantes em aplicações práticas

### Função retangular
Neste caso, parte-se da expressão de definição (5):

{\displaystyle f(x)\;=\;rect(x)\;\;\;\implies {\hat {u}}(x)\;=\;-\;{\frac {1}{\pi }}\int _{-\infty }^{\infty }{\frac {rect(x\;-\;u)}{u}}\;du}

Como a função é nula para |x - u| > ½, e 1 para |x - u| < ½, podemos escrever:

{\displaystyle {\hat {u}}(x)\;=\;-\;{\frac {1}{\pi }}\int _{x\;-\;{\frac {1}{2}}}^{x\;+\;{\frac {1}{2}}}\;\;\;{\frac {1}{u}}\;du}

Para x > ½, o intervalo de integração não possui nenhuma singularidade, e pode-se integrar diretamente:

{\displaystyle \left.{\hat {u}}(x)\right|_{x\;>\;{\frac {1}{2}}}\;=\;-\;{\frac {1}{\pi }}\int _{x\;-\;{\frac {1}{2}}}^{x\;+\;{\frac {1}{2}}}{\frac {1}{u}}\;du\;=\;{\frac {1}{\pi }}\left.\ln |u|\right|_{x\;-\;{\frac {1}{2}}}^{x\;+\;{\frac {1}{2}}}\;=\;{\frac {1}{\pi }}\;\ln |{\frac {x\;-\;{\frac {1}{2}}}{x\;+\;{\frac {1}{2}}}}|}

Para 0 < x < ½, o intervalo de integração possui uma singularidade em u = 0. É preciso dividir a integral em duas de forma a contornar esse ponto.

{\displaystyle \left.{\hat {u}}(x)\right|_{0\;<\;x\;<\;{\frac {1}{2}}}\;=\;-\;{\frac {1}{\pi }}\;\lim _{\epsilon \to 0}\left(\int _{x\;-\;{\frac {1}{2}}}^{\epsilon }\;\;\;{\frac {1}{u}}\;du\;+\;\int _{\epsilon }^{x\;+\;{\frac {1}{2}}}\;\;\;{\frac {1}{u}}\;du\right)\;=\;-\;{\frac {1}{\pi }}\;\lim _{\epsilon \to 0}\left(\ln |\epsilon |\;-\;\ln |x\;-\;{\frac {1}{2}}|\;+\;\ln |x\;+\;{\frac {1}{2}}|\;-\;\ln |\epsilon |\right)}

{\displaystyle \left.{\hat {u}}(x)\right|_{0\;<\;x\;<\;{\frac {1}{2}}}\;=\;{\frac {1}{\pi }}\;\ln |{\frac {x\;-\;{\frac {1}{2}}}{x\;+\;{\frac {1}{2}}}}|}

Para x < 0, aplica-se a propriedade da dilatação do eixo:

{\displaystyle \left.{\hat {u}}(x)\right|_{x\;<\;0}\;=\;sgn(-1)\;\cdot \;\left.{\hat {u}}(-1\cdot x)\right|_{x\;>\;0}\;=\;-\;{\frac {1}{\pi }}\;\ln |{\frac {-x\;-\;{\frac {1}{2}}}{-x\;+\;{\frac {1}{2}}}}|\;=\;-\;{\frac {1}{\pi }}\;\ln |{\frac {x\;+\;{\frac {1}{2}}}{x\;-\;{\frac {1}{2}}}}|\;=\;{\frac {1}{\pi }}\;\ln |{\frac {x\;-\;{\frac {1}{2}}}{x\;+\;{\frac {1}{2}}}}|}

Assim, a expressão de û(x) é a mesma para todos os valores de x.

### Função seno cardinal
Neste caso, calcula-se primeiro a transformada Fourier de f(x) e obtém-se o espectro de frequências de û(t):

{\displaystyle f(x)\;=\;sinc(x)\;=\;{\frac {sin(\pi x)}{\pi x}}\;\;\;\implies {\mathcal {F}}\{{\hat {u}}(x)\}\;=\;i\cdot sgn(\omega )\cdot G(\omega )\;=\;i\cdot sgn(\omega )\cdot {\mathcal {F}}\{sinc(x)\}}

De acordo com a tabela de transformadas de Fourier,

{\displaystyle {\mathcal {F}}\{{\hat {u}}(x)\}\;=\;i\cdot sgn(\omega )\cdot \pi \cdot rect\left({\frac {\omega }{2\pi }}\right)}

Aplica-se então a transformada inversa de Fourier para encontrar û(t)

{\displaystyle {\hat {u}}(x)\;=\;{\mathcal {F}}^{-1}\left[i\cdot sgn(\omega )\cdot \pi \cdot rect\left({\frac {\omega }{2\pi }}\right)\right]\;=\;{\frac {1}{2\pi }}\int _{-\infty }^{\infty }i\cdot sgn(\omega )\cdot \pi \cdot rect\left({\frac {\omega }{2\pi }}\right)\cdot e^{i\omega x}\cdot d\omega }

{\displaystyle {\hat {u}}(x)\;=\;{\frac {i}{2}}\left[\int _{-\infty }^{0}-\;rect\left({\frac {\omega }{2\pi }}\right)\cdot e^{i\omega x}\cdot d\omega \;+\;\int _{0}^{\infty }rect\left({\frac {\omega }{2\pi }}\right)\cdot e^{i\omega x}\cdot d\omega \right]}

{\displaystyle {\hat {u}}(x)\;=\;{\frac {i}{2}}\left[\int _{-\pi }^{0}-\;e^{i\omega x}\cdot d\omega \;+\;\int _{0}^{\pi }e^{i\omega x}\cdot d\omega \right]\;=\;{\frac {i}{2}}\left[-\;{\frac {1}{ix}}\cdot \left.e^{i\omega x}\right|_{-\pi }^{0}\;+\;{\frac {1}{ix}}\cdot \left.e^{i\omega x}\right|_{0}^{\pi }\right]}

{\displaystyle {\hat {u}}(x)\;=\;{\frac {1}{2x}}\left[-1\;+\;e^{-i\pi x}\;+\;e^{i\pi x}\;-\;1\right]\;=\;{\frac {cos(\pi x)\;-\;1}{x}}}

Da propriedade da dilatação do eixo, segue-se imediatamente que a transformada da variante não normalizada da funçâo sinc(x) é

{\displaystyle {\mathcal {F}}\{{\frac {sin(x)}{x}}\}\;=\;{\mathcal {F}}\{{\frac {sin({\frac {\pi x}{\pi }})}{\frac {\pi x}{x}}}\}\;=\;sgn\left({\frac {1}{\pi }}\right)\cdot {\frac {cos\left({\frac {\pi x}{\pi }}\right)\;-\;1}{\frac {\pi x}{\pi }}}\;=\;{\frac {cos(x)\;-\;1}{x}}}